# Perg
Perg es un municipio austríaco del distrito de Perg en el estado de Alta Austria.

## Geografía
El territorio de Perg se encuentra de un lado en la llanura fértil del Machland, de otro al pie del Macizo de Bohemia. El Danubio discurre a pocos kilómetros al sur de la población.

## Historia
El núcleo de Perg fue fundado por la Casa de Babenberg. Durante las Guerras de la Revolución francesa el General Édouard Adolphe Mortier instaló allí un campamento militar en 1805.
En 1969 Perg recibe la categoría de ciudad por parte del Gobierno regional de la Alta Austria. Hoy Perg destaca particularmente por sus numerosas escuelas.
- Portal:Austria. Contenido relacionado con Austria.

- Datos: Q260186
- Multimedia: Perg / Q260186

1. ↑  Worldpostalcodes.org, código postal n.º 4320.